# Modularstik 8P8C
 Ikke at forveksle med RJ45.
Modularstik 8P8C (fra engelsk Modular connector 8 Position 8 Contact, Modular connector 8P8C eller kort 8P8C, også udbredt forkert benævnt RJ-45, fordi dele af teleindustrien gav 8P8C det uformelle navn RJ45s.) – er betegnelsen for den 8-benede stiktype, der oftest benyttes til UTP-kabler, der kendes fra Ethernet som er den mest udbredte netværkstype i hjem og kontorbygninger.
Modularstik 8P8C er ét af flere modularstik.

## Anvendelser
Modularstik 8P8C termineres typisk med stikstandarderne T568A eller T568B ben/par tildelinger som defineret i TIA/EIA-568-B, når anvendt til PDS. Af samme grund har 8P8C-stikket fået det uformelle navn PDS-stik.
Det skal bemærkes at 8P8C-modularstikket fås i mange udgaver, som f.eks. er beregnet til kordelte (bløde) eller massive ledningsledere, skærmet (STP) eller uskærmet (UTP) brug, og herudover kan være specificeret til at overholde de elektriske standarder Category 3, Category 5, Category 5e, Category 6 og Category 6A.
RJ48, RJ49 og RJ61 er andre konnekteringsstandarder, som kan anvendes på stikket 8P8C.
Modularstik 8P8C bliver også anvendt til flere forskellige EIA-232 (RS-232) forbindelsesvarianter.